# Proguanil
Proguanil (clorguanida) es un medicamento antipalúdico de tipo biguanida efectivo en el tratamiento profiláctico deteniendo la reproducción de esporozoítos, especialmente de Plasmodium falciparum y Plasmodium vivax, dentro de los hematíes. Su mecanismo de acción es a través de la inhibición de la enzima dihidrofolato reductasa, que está asociada con la reproducción intracelular del parásito. Con frecuencia se combina con la atovaquona, especialmente útil para organismos resistentes.